# Alexandre Gallix de Mortillet
Pour les articles homonymes, voir Gallix (homonymie).
Alexandre Gallix de Mortillet est un homme politique français né le 26 octobre 1764 à Châtillon-Saint-Jean (Drôme) et décédé le 3 mai 1834 à Renage (Isère).
Propriétaire, conseiller d'arrondissement, il est député de l'Isère de 1824 à 1827, siégeant dans la majorité soutenant les gouvernements de la Restauration, sans jamais prendre la parole.
Il fut anobli par lettres patentes du 19 novembre 1825.
Il épouse le 3 mai 1834, Claire-Rosalie-Anne de Barletier de la Girarde. De cette union sont issus cinq enfants. 

## Généalogie
- Jean Gallix-Mortillet ( -1760)
  - Claude épouse Marie Faure
    - Claude II épouse Claude Chaptal
      - Alexandre épouse Claire-Rosalie-Anne de Barletier de la Girarde
        - Arthur épouse Mlle de Mareschal
          - Alexandre II épouse Marie Eugénie Garnier de Labareyre le 5/02/1872
            - Xavier